# 本所映画館
本所映画館（ほんじょえいがかん）は、東京都墨田区江東橋4-27-4 江東楽天地にあった映画館。

## 歴史

### 開館

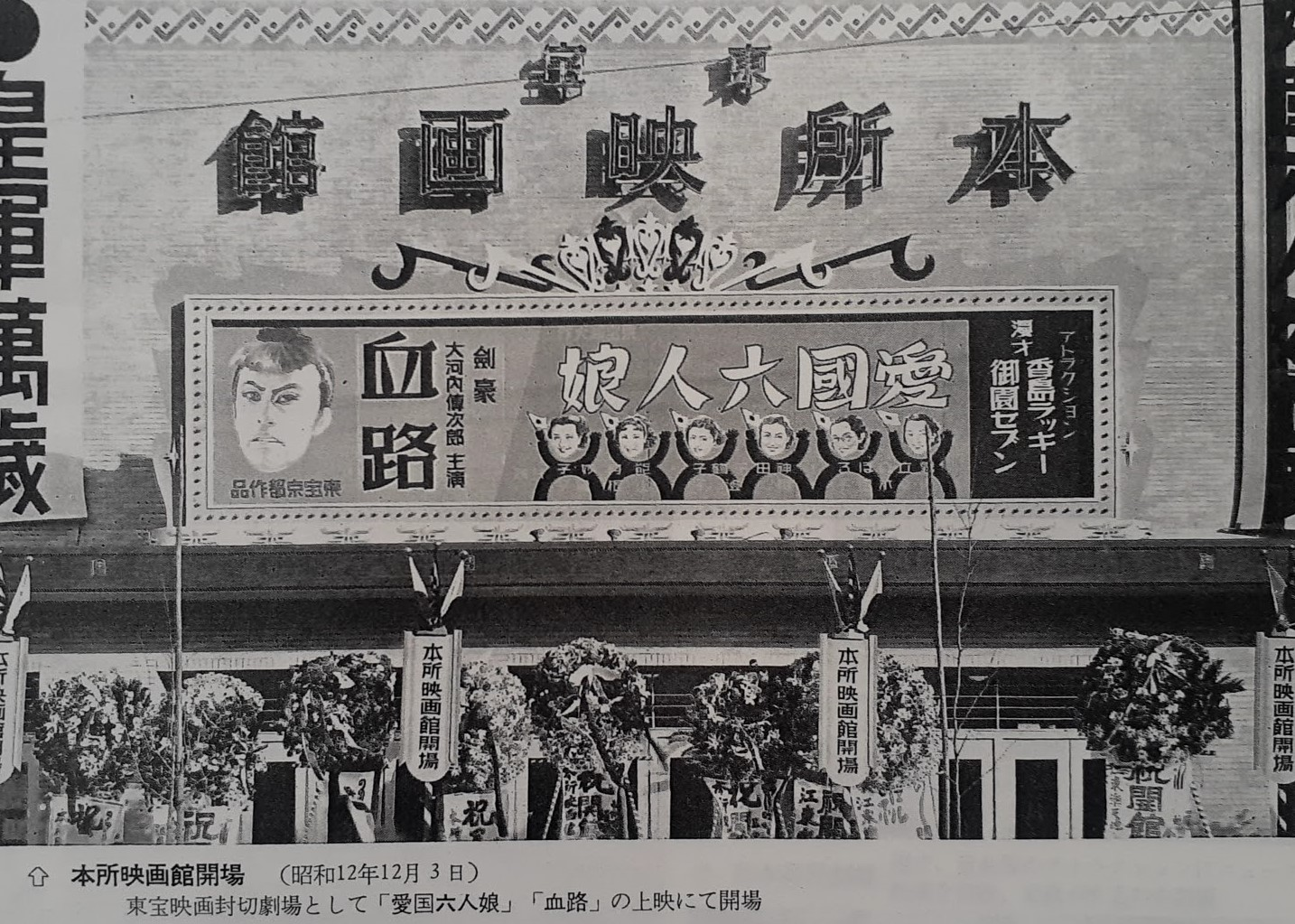
1937年の開館時

1937年（昭和12年）2月27日、株式会社東京宝塚劇場（現・東宝株式会社）社長の小林一三によって株式会社江東楽天地（現在の株式会社東京楽天地）が創設された。株式会社江東楽天地は汽車製造合資会社東京支店（現在の川崎重工業株式会社）工場跡地に総合レジャー施設として江東楽天地を建設。同年11月27日には本所映画館が竣工し、12月3日に江東劇場と合わせて開館した。
本所映画館と江東劇場はいずれも定員1500人の大劇場であり、本所映画館は映画専門館、江東劇場は実演と映画の双方を行う劇場だった。建物の施工は竹中工務店。屋上には地球を模した看板があり、その左手には富士山が、右手にはニューヨークの摩天楼の装飾があった。オープニング作品は大河内傳次郎主演作『血路』、東宝作品『愛国六人娘』、香島ラッキー・御園セブンの漫才であり、12月5日から一般の興行が行われている。
1938年（昭和13年）6月24日には洋画上映館となり、1940年（昭和15年）4月18日には日活封切館となった。映画産業の戦時統制によって1942年（昭和17年）に映画配給社が設立されると、本所映画館は白系封切館に区分された。1945年（昭和20年）3月10日には東京大空襲に遭い、隣接する江東劇場は空襲で焼失したものの、本所映画館は焼失を免れた。

### 戦後

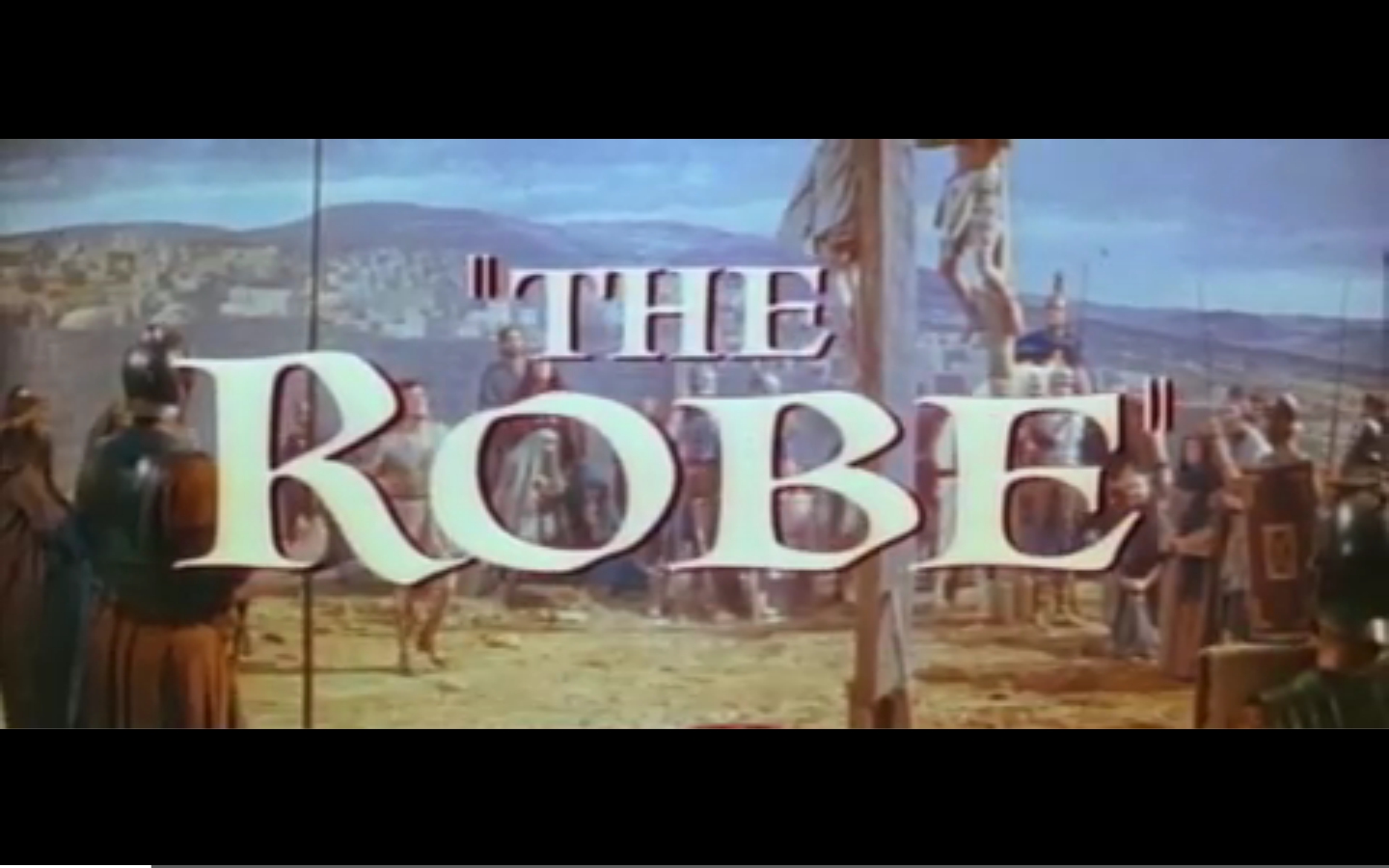
初のシネマスコープ作品である『聖衣』

1953年（昭和28年）10月にはヴィクター・フレミング監督作『風と共に去りぬ』で興行収入の新記録を樹立した。1954年（昭和29年）5月22日には横48尺×縦19尺の大スクリーンを持つシネマスコープ映写設備を設置し、『聖衣』でシネマスコープ作品が初上映された。
1963年（昭和38年）7月15日には新たな本所映画館が入る本映ビルが完成した。同年9月10日には本映ビルの屋上に楽天地ゴルフガーデンが開場し、1965年（昭和40年）3月9日には本映ビルの屋上にネオン塔が設置された。1964年（昭和39年）の『映画便覧 1964』によると本所映画館は定員1361を有する映画館であり、TY紅系の洋画を上映していた。
1970年（昭和45年）の『映画館名簿 1970』によると本所映画館は定員1166を有する映画館であり、TY白系の洋画を上映していた。1971年（昭和46年）5月26日をもって閉館し、跡地は改装されてボウリング場の楽天地ヤングボウルとなった。改装中の同年6月8日には2階客席付近から出火する火事があった。

### 楽天地ビルの映画館

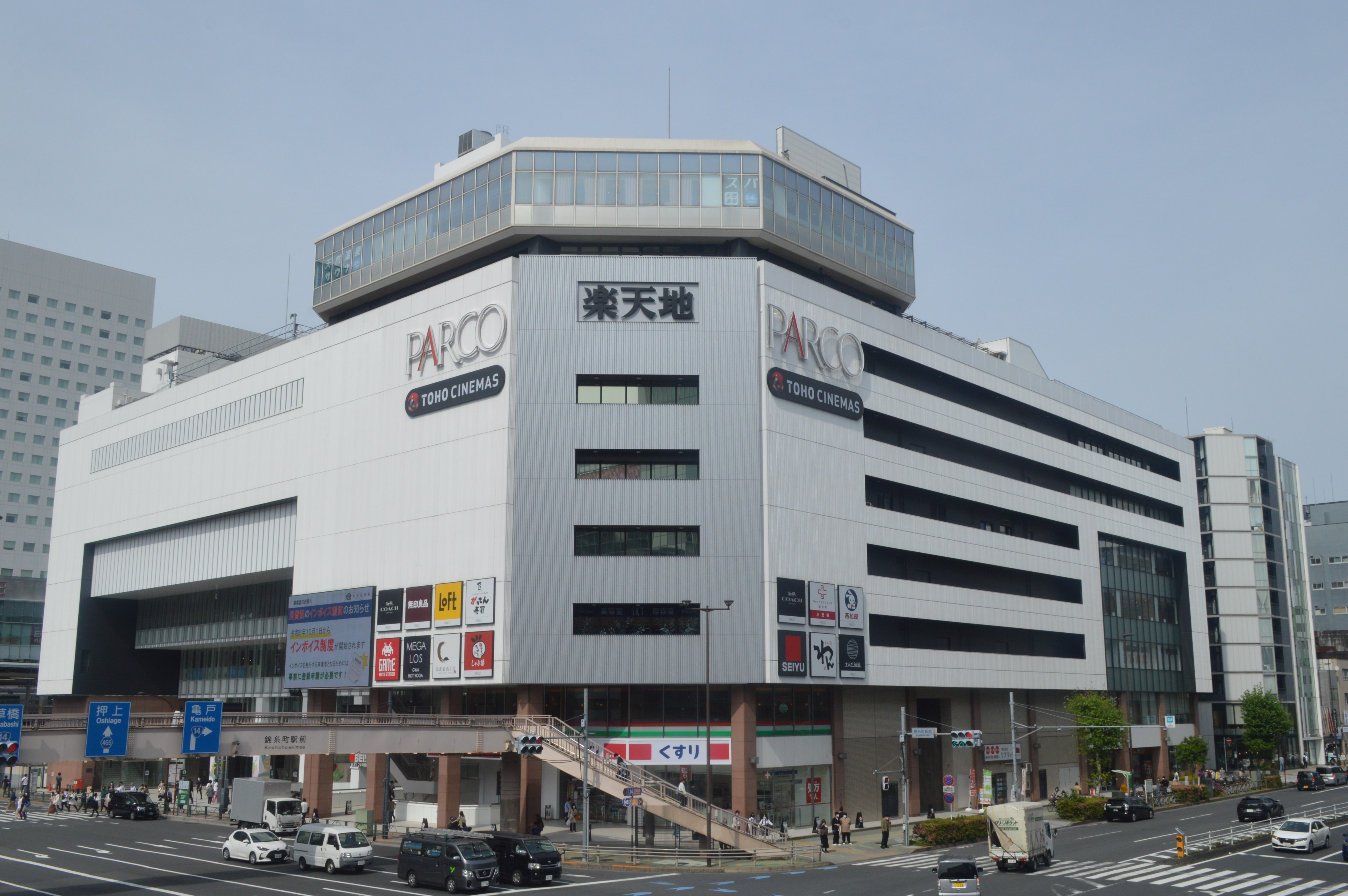
跡地にある楽天地ビル

1983年（昭和58年）11月1日には4スクリーンの映画館を有する楽天地ビルが部分開業したが、うち1スクリーンには12年前に閉館した本所映画館の名が付けられた。1999年（平成11年）7月10日には楽天地ビル内の映画館が錦糸町シネマ8楽天地としてまとめられ、再び本所映画館の名が消えた。